# 呂常 (明朝)
呂常（？—？），名一作㦂，字秉之。明朝官員、呂原之子。
呂常以蔭補國子生，供事翰林，遷中書舍人。其上疏乞應試。明憲宗特許，遂參加順天鄉試并中舉，舍人得赴試自呂常為始。之後累遷禮部郎中，以薦進南京太仆寺少卿。累遷南京太常卿，輯《典故因革》若幹卷。正德初年，致仕歸鄉。